# Свјетионик (ТВ серија)
„Свјетионик ” је југословенска телевизијска серија снимљена 1979. године у продукцији ТВ Загреб.

## Епизоде
| Сезона | Епизода | Назив   | Датум              |
| ------ | ------- | ------- | ------------------ |
| 1      | 1       | Магла   | 15. фебруара 1979. |
| 1      | 2       | Цицкоња | 22. фебруара 1979. |
| 1      | 3       | /       | ?                  |
| 1      | 4       | Мачка   | 8. марта 1979.     |
| 1      | 5       | Пећина  | 15. марта 1979.    |
| 1      | 6       | Амфора  | 22. марта 1979.    |

## Улоге
| Глумац             | Улога                     |
| ------------------ | ------------------------- |
| Звонко Лепетић     | Свјетионичар (5 еп. 1979) |
| Борис Дворник      | Мештар Михо (5 еп. 1979)  |
| Ђуро Утјешановић   | Лука (5 еп. 1979)         |
| Угљеша Којадиновић | Капетан Хорн (5 еп. 1979) |
| Божидарка Фрајт    | Ивина мајка (5 еп. 1979)  |
| Борис Крстуловић   | Иво (5 еп. 1979)          |
| Рената Плавша      | Ана (5 еп. 1979)          |
| Владимир Облешчук  | (2 еп. 1979)              |
| Драган Сучић       | (2 еп. 1979)              |
| Нада Гачешић       | (1 еп. 1979)              |
| Вјенцеслав Капурал | (1 еп. 1979)              |
| Отокар Левај       | (1 еп. 1979)              |
| Антун Налис        | Странац (1 еп. 1979)      |
| Анте Вицан         | (1 еп. 1979)              |

Комплетна ТВ екипа  ▼
| Редитељ    | Драгољуб Шварц | (5 еп. 1979)            |
| Редитељ    | Брацо Шварц    | (непознат број епизода) |
| Сценариста | Недељко Фабрио | (5 еп. 1979)            |
| Сценариста | Јозо Вркић     | (непознат број епизода) |